# Фармацевтический музей (Москва)
Фармацевти́ческий музей — музей медицинского профиля, существовавший в 1920—1996 годы в Москве.

## О музее
Фармацевтический музей был создан в 1920 году на месте бывшего магазина санитарии и гигиены на Арбатской площади. Во время реконструкции площади здание было снесено, а экспозиция музея отдана в Научно-исследовательскую станцию Московского городского аптекоуправления. Затем в 1935 году музей был снова открыт. В 1944 году музей работал под контролем Центрального аптечного Научного-исследовательского института. 
С 1965 года музей работал под руководством Всероссийского научно-исследовательского института фармации. Фармацевтический музей был представлен старинными книгами по фармацевтике, оборудованиями аптек, видами лекарственных препаратов. Также в музее была собрана библиотека, включающая в себя более 5 тысяч томов, с эксклюзивными книгами по алхимии, ятрохимии, фармакотерапии, книгами о лекарственных травах и средствах лечения стран и народов мира.
До 1996 года музей возглавлял кандидат фармацевтических наук, старший научный сотрудник Центрального аптечного научно-исследовательского института Виктор Матвеевич Сало.
В 1996 году состоялась передача фондов фармацевтического музея в Научно-исследовательский Центр (НИЦ) «Медицинский музей» Российской Академии медицинских наук, который размещался по адресу Сухаревская площадь, д. 3.
В декабре 1998 года у НИЦ «Медицинский музей» были изъяты здания из оперативного управления. Все фонды музея были перемещены в подвалы НИИ скорой и неотложной помощи им. Н. В. Склифосовского и здания РАМН (Солянка, 14). НИЦ «Медицинский музей» был ликвидирован в сентябре 2014 года.